# Совмещённая фильмокопия
Совмещённая фильмокопия — фильмокопия звуковой кинокартины, содержащая на киноплёнке одновременно изображение и оптическую или магнитную фонограмму. Фонограмма, изготовленная на одной киноплёнке с изображением, также называется совмещённой фонограммой. Совмещённые фильмокопии выпускаются для массового проката в кинотеатрах и позволяют воспроизводить звуковое сопровождение фильма звукоблоком кинопроектора, без дополнительного оборудования, требующего синхронизации. 

Фрагмент совмещённой 35-мм фильмокопии, на котором виден один кадр изображения и две дорожки оптической фонограммы

Кроме прокатных фильмокопий совмещённая фонограмма печатается на некоторых разновидностях промежуточных носителей, таких как дубльнегатив и монтажная фильмокопия. В процессе кинопроизводства для контроля отснятого материала используются фильмокопии, не совмещённые с фонограммой, поскольку конечная фонограмма получается только после завершения монтажа и озвучения. Некоторые кинематографические системы — например, IMAX — вообще не предусматривают существования совмещённых фильмокопий, поскольку звуковое сопровождение в этих форматах записывается на отдельную магнитную ленту или жёсткий диск. Фонограмма DTS, синхросигнал которой также печатается на киноплёнке, не является совмещённой, поскольку записывается на отдельном носителе.

## Стандартное смещение
Поскольку для воспроизведения изображения киноплёнка должна двигаться в кадровом окне прерывисто при помощи скачкового механизма, фонограмма, требующая непрерывного движения, не может воспроизводиться в этом же месте лентопротяжного тракта кинопроектора. Поэтому, фонограмма и изображение на совмещенных 35-мм фильмокопиях смещены друг относительно друга на 20 кадров по ГОСТ 2639—62. Такое смещение рассчитано на синхронное восприятие звука и изображения зрителями, сидящими на расстоянии 15 метров от экрана. При демонстрации фильмокопии плёнка сначала попадает в фильмовый канал кинопроектора, где через кадровое окно проецируется изображение, а затем проходит через звукочитающий блок, в котором движется непрерывно благодаря гладкому барабану с маховиком. При таком устройстве проектора фонограмма должна «опережать» изображение на киноплёнке, чтобы звук совпадал с изображением на экране. Смещение цифровых оптических фонограмм соответствует стандарту обычной аналоговой. 
У широкоэкранных «стереофонических» фильмокопий четырёхканальная магнитная фонограмма наносилась с обратным смещением на 28 кадров. Для её чтения кинопроектор оснащался дополнительным звукоблоком, расположенным выше кадрового окна. Аналогичным образом устроены широкоформатные кинопроекторы, совмещённая фонограмма фильмокопий для которых отстает от изображения на 26 кадров. Магнитная фонограмма узкоплёночных 16-мм фильмов напротив, опережает изображение на 28 кадров, так же, как и оптическая, смещённая на 26 кадров по ГОСТ 2639—62. Разница в смещении в данном случае объясняется невозможностью размещения оптической звукочитающей системы и магнитной головки, обладающих конечными размерами, в одном месте тракта. На 8-мм фильмокопиях стандартное смещение магнитной фонограммы составляет 56 кадров. Фонограмма фильмокопий «8 Супер» опережает изображение всего на 18 кадров, что соответствует 1 секунде при стандартной для этого формата частоте проекции.